# Diputación Provincial de Jaén
La Diputación Provincial de Jaén es una institución pública gubernamental que tiene una jurisdicción que se extiende en el ámbito provincial jiennense.

## Historia
El origen directo de las diputaciones provinciales se remonta a la Constitución de 1812 en la que se configuran como un soporte clave del nuevo régimen liberal. Aprobada el 19 de marzo de ese año, la primera Constitución española puso las bases normativas para la nueva división territorial de España. Hasta ese momento el Antiguo Régimen había mantenido un gobierno completamente centralizado en todo el territorio español y, a partir de esta norma fundamental, se inicia un nuevo Estado de carácter liberal en el que el gobierno de las provincias queda descentralizado y en manos de los jefes políticos y las diputaciones provinciales. Las competencias que la Constitución y la posterior Instrucción para el gobierno de las provincias de 1813 ponen en manos de las diputaciones son, ante todo, de carácter económico y administrativo, como es su intervención en cuestiones de contribuciones y arbitrios, o de fomento, como el desarrollo de la agricultura, industria y comercio, aunque también reciben funciones políticas como la fiscalización y control de la actividad municipal. La Constitución de Cádiz creó un régimen jurídico homogéneo para todo el territorio del Estado con dos características fundamentales para las diputaciones: tutela de la administración inferior, es decir ayuntamientos, y carácter fundamentalmente económico y administrativo.
Poco después de aprobada esta norma empiezan a constituirse las corporaciones provinciales y a raíz del Decreto de 23 de mayo de 1812 para el establecimiento de las mismas. La Diputación de Jaén no se constituye hasta junio de 1813, tras dos intentos anteriores fallidos, y actuará durante un año, hasta junio de 1814. Con la vuelta a España de Fernando VII queda abolida toda la obra de las Cortes de Cádiz y, por Real Decreto de 15 de junio de 1814, se suprimen las instituciones provinciales. La pérdida de las Actas de la Diputación de Jaén en este periodo hace que no podamos saber con certeza cómo fue la desaparición de la institución provincial, que ya estaba extinguida a finales de junio de dicho año.
Pero la Constitución de Cádiz se reinstaura en 1820 tras el pronunciamiento del comandante Rafael de Riego y la jura de la misma por Fernando VII. Restablecido el régimen liberal, se forma en Jaén un nuevo ayuntamiento, se rehabilita la figura del jefe político y se convocan elecciones a diputados provinciales para instalar de nuevo la Diputación. Al igual que ocurre con el primer periodo constitucional, al no conservarse la documentación producida en esta segunda época, no sabemos que día concreto se constituyó la Diputación de Jaén pero sí que ya estaba instalada a finales de abril, con los mismos diputados que cesaron en 1814.
Con fecha 3 de febrero de 1823 se aprueba la nueva Instrucción para el gobierno económico-político de las provincias, reformando la instrucción dictada en 1813 y con la idea clara de desarrollar los preceptos de esta. Las Diputaciones siguen teniendo unas competencias básicamente económicas y administrativas mientras que las de carácter gubernativo quedan en manos del Jefe Político, como órgano unipersonal dependiente del Ejecutivo.
Esta normativa va a tener un carácter efímero por los acontecimientos nacionales que se viven desde comienzos de 1823, con la evacuación de la familia real y la Corte a Cádiz, la entrada del ejército francés en apoyo de los realistas y la formación de una Junta Provisional de gobierno. El sistema constitucional vuelve a desarticularse y, con ello, desaparecen otra vez las Diputaciones. La Diputación de Jaén del Trienio Liberal deja de existir en junio de 1823.
Tendrán que pasar doce años hasta que las diputaciones provinciales vuelvan a constituirse, durante el gobierno de Mendizábal, en septiembre de 1835 y sean reguladas de nuevo por la Instrucción de 1823.
Por el Real Decreto de 21 de septiembre de 1835 se aprobó la nueva normativa sobre el modo de constituirse las Diputaciones y, disuelta la Junta Gubernativa de Jaén en 27 de octubre de ese año, se procedió a la definitiva instalación de la Diputación de esta provincia teniendo lugar su sesión constitutiva el día 15 de noviembre de 1835.

## Función
La diputación presta servicios directos a los ciudadanos y presta apoyo técnico, económico y tecnológico a los ayuntamientos de los municipios de la provincia de Jaén, en la comunidad autónoma de Andalucía, España. Además, coordina algunos servicios municipales y organiza servicios de carácter supramunicipal.

## Sedes

### Palacio Provincial
La sede principal es el Palacio Provincial sita en la Plaza San Francisco de Jaén, s/n, y en él se ubican los siguientes servicios:
- Salón de plenos
- Dependencias de Presidencia
- Salón de Personajes Ilustres.

### Palacio de Villardompardo
La dirección del palacio es Plaza de Santa Luisa de Marillac —Plazoleta del Pato—, s/n. En la actualidad es un centro de interpretación cultural.

### Antiguo Hospital San Juan de Dios
La dirección es Plaza de San Juan de Dios, 2 y en él se ubican los siguientes servicios:
- Instituto de Estudios Giennenses
- Archivo Provincial
- Sección de Formación
- Sede del Consejo Económico y Social de la Provincia

### Otras sedes
- Casería de Escalona "La Granja": Su dirección es Carretera de Córdoba, s/n. Jaén.
- Área Sociosanitaria: Su dirección es Carretera de Madrid, s/n. Jaén.
- Edificio Jaén Paraíso Interior: Su dirección es Calle Roldán y Marín 1. Jaén.

## Presidentes
En la primera sesión, la constitutiva, se forma una Mesa de Edad. Esto es, una mesa integrada por los diputados de mayor y menor edad presentes en el acto. Esta sesión se centrará en la elección del presidente de la diputación, que deberá obtener el respaldo de la mayoría absoluta de la cámara en la primera votación o una mayoría simple en la segunda. El actual presidente es Francisco Reyes Martínez que se encuentra en el cargo desde 2011.

### Histórico de presidentes desde 1976
| #   | Nombre   | Nombre             | Nombre                               | Inicio              | Final               | Partido       | Elecciones    | Partido judicial |
| --- | -------- | ------------------ | ------------------------------------ | ------------------- | ------------------- | ------------- | ------------- | ---------------- |
| 1.º |          |                    | Miguel Sánchez-Cañete Salazar (¿-?)  | 18 de enero de 1976 | 25 de abril de 1977 | ANEPA         | [ 1 ]         | Jaén             |
| 1.º | Anepa-CP |                    | Miguel Sánchez-Cañete Salazar (¿-?)  | 18 de enero de 1976 | 25 de abril de 1977 |               | [ 1 ]         | Jaén             |
| 1.º | AP       |                    | Miguel Sánchez-Cañete Salazar (¿-?)  | 18 de enero de 1976 | 25 de abril de 1977 |               | [ 1 ]         | Jaén             |
| 2.º |          |                    | Luis Gea Cobo (1923-2011)            | 25 de abril de 1977 | 8 de enero de 1979  | Independiente | [ 1 ]         | Jaén             |
| -   |          |                    | Juan Solís Rostaing (¿-2020)         | 8 de enero de 1979  | 29 de abril de 1979 | Independiente | [ 1 ]         | Jaén             |
| 3.º |          |                    | Leocadio Marín Rodríguez (1942-2024) | 29 de abril de 1979 | 3 de enero de 1983  | PSOE          | 1979          | Baeza            |
| -   |          |                    | Cristóbal López Carvajal (n. 1947)   | 3 de enero de 1983  | 9 de junio de 1983  | PSOE          | 1979          | Jaén             |
| 4.º |          | 9 de junio de 1983 | Cristóbal López Carvajal (n. 1947)   | 30 de junio de 1995 | 1983                | PSOE          |               | Jaén             |
| 4.º | 1987     | 9 de junio de 1983 | Cristóbal López Carvajal (n. 1947)   | 30 de junio de 1995 |                     | PSOE          |               | Jaén             |
| 4.º | 1991     | 9 de junio de 1983 | Cristóbal López Carvajal (n. 1947)   | 30 de junio de 1995 |                     | PSOE          |               | Jaén             |
| 5.º |          |                    | Felipe López García (n. 1954)        | 30 de junio de 1995 | 27 de abril de 2010 | PSOE          | 1995          | Alcalá la Real   |
| 5.º | 1999     |                    | Felipe López García (n. 1954)        | 30 de junio de 1995 | 27 de abril de 2010 | PSOE          |               | Alcalá la Real   |
| 5.º | 2003     |                    | Felipe López García (n. 1954)        | 30 de junio de 1995 | 27 de abril de 2010 | PSOE          |               | Alcalá la Real   |
| 5.º | 2007     |                    | Felipe López García (n. 1954)        | 30 de junio de 1995 | 27 de abril de 2010 | PSOE          |               | Alcalá la Real   |
| 6.º |          |                    | Moisés Muñoz Pascual (n. 1955)       | 27 de abril de 2010 | 24 de junio de 2011 | PSOE          | Villacarrillo |                  |
| 7.º |          |                    | Francisco Reyes Martínez (n. 1962)   | 24 de junio de 2011 | en el cargo         | PSOE          | 2011          | Jaén             |
| 7.º | 2015     |                    | Francisco Reyes Martínez (n. 1962)   | 24 de junio de 2011 | en el cargo         | PSOE          |               | Jaén             |
| 7.º | 2019     |                    | Francisco Reyes Martínez (n. 1962)   | 24 de junio de 2011 | en el cargo         | PSOE          |               | Jaén             |
| 7.º | 2023     |                    | Francisco Reyes Martínez (n. 1962)   | 24 de junio de 2011 | en el cargo         | PSOE          |               | Jaén             |

## Gobierno provincial

### Órganos de Gobierno
Las Diputaciones Provinciales cuentan, como órganos obligatorios, con un Presidente y Vicepresidentes, la Junta de Gobierno y el Pleno. 
La organización del gobierno de la Diputación puesta en marcha con la corporación surgida de las elecciones de 2015 cuenta con dos vicepresidencias. La vicepresidencia primera es además titular de Economía, Hacienda y Asistencia a Municipios; la Vicepresidencia Segunda, asume las responsabilidades de Promoción y Turismo.
Por su parte, la Junta de Gobierno, formada por un número no superior a un tercio de los diputados de la corporación, y elegida por el presidente, asiste a este permanentemente, al tiempo que ejerce las atribuciones que le deleguen el Pleno y el presidente. La Junta de Gobierno de la Diputación Provincial de Jaén está integrada por los diputados y diputadas que tienen asignada un área de trabajo dentro de la Diputación.

## Grupos políticos y diputados
Según establece la ley, el número de diputados dependerá de la población de la provincia. En nuestro caso, encontrándonos en el tramo entre 500 000 y 1 000 000 de habitantes, son veintisiete los puestos en la mesa del Salón de Plenos. Cada uno de ellos representa a uno de los diez partidos judiciales en los que se encuentra dividida la provincia de Jaén.
La elección de los mismos se hace de forma indirecta, en aplicación del sistema D'Hondt a los resultados obtenidos por las formaciones políticas en los ayuntamientos, aunque son los partidos judiciales la circunscripción fijada por ley. Cada partido judicial tiene asignado un número de escaños de la diputación. Este número lo fija de manera proporcional la Junta Electoral Provincial diez días después de la convocatoria de elecciones, en base al número de habitantes de cada partido y teniendo en cuenta las siguientes reglas: todos los partidos judiciales tendrán al menos un diputado, ninguno puede contar con más de tres quintos del número total de diputados provinciales y las fracciones iguales o superiores a 0,50 que resulten del reparto proporcional se corrigen por exceso y las inferiores por defecto.
Una vez constituidos todos los ayuntamientos de la provincia, la Junta Electoral de Zona realiza una relación de los partidos que obtengan algún concejal dentro de cada partido judicial y los ordenan en orden decreciente al de los votos obtenidos. Posteriormente calcula el número de diputados que corresponden a cada partido político aplicando el sistema D'Hondt. Cinco días después la Junta Electoral convoca a los partidos por separado para que los concejales electos de cada formación elijan los diputados provinciales, requiriendo al menos un tercio de apoyos. Así, la Junta de Electoral proclama los diputados electos y suplentes (tres por cada puesto que también son avalados por los concejales electos) y expide las credenciales correspondientes.
| Actual distribución de la Diputación tras las elecciones municipales de 2023 | Actual distribución de la Diputación tras las elecciones municipales de 2023 | Actual distribución de la Diputación tras las elecciones municipales de 2023 | Actual distribución de la Diputación tras las elecciones municipales de 2023 | Actual distribución de la Diputación tras las elecciones municipales de 2023 |
| Partido político                                                             | Votos                                                                        | %                                                                            | Diputados                                                                    |                                                                              |
| ---------------------------------------------------------------------------- | ---------------------------------------------------------------------------- | ---------------------------------------------------------------------------- | ---------------------------------------------------------------------------- | ---------------------------------------------------------------------------- |
| Partido Socialista Obrero Español de Andalucía (PSOE-A)                      | 159.513                                                                      | 45,55%                                                                       | 15                                                                           |                                                                              |
| Partido Popular Andaluz (PPA)                                                | 97.147                                                                       | 27,74%                                                                       | 12                                                                           |                                                                              |

### Distribución de escaños por partidos judiciales
| Partido judicial |    |    | Diputados |
| ---------------- | -- | -- | --------- |
| Alcalá la Real   | 1  | 1  | 2         |
| Andújar          | 2  | 1  | 3         |
| Baeza            | 1  |    | 1         |
| Cazorla          | 1  | 1  | 2         |
| Jaén             | 4  | 4  | 8         |
| La Carolina      | 1  | 1  | 2         |
| Linares          | 1  | 1  | 2         |
| Martos           | 1  | 1  | 2         |
| Úbeda            | 2  | 1  | 3         |
| Villacarrillo    | 1  | 1  | 2         |
| Total            | 15 | 12 | 27        |

## Histórico de grupos políticos y diputados
| Partidos y coaliciones | Escaños | Miembros electos |
| ---------------------- | ------- | --- |
| PSOE-A                 | 16      | José Luis Agea Martínez, Pedro Bruno Cobo, José Castro Zafra, Bartolomé Cruz Sánchez, Manuel Ángel Fernández Palomino, José Luis Hidalgo García, Manuel Hueso Murillo, María de los Ángeles Leiva López, Francisca Medina Teba, Pilar Parra Ruiz, Juan Ángel Pérez Arjona, Joaquín Requena Requena, Francisco Reyes Martínez, Isabel Uceda Cantero, María Eugenia Valdivielso Zarrías, Ángel Vera Sandoval |
| PP                     | 10      | Marino Aguilera Peñalver, Miguel Contreras López, Jesús Manuel Estrella Martínez, Francisco José Gallarín Pérez, Ángeles Isac García, Agustín Moral Troya, Juan Morillo García, Miguel Moreno Lorente, Juan Diego Requena Ruiz, José Robles Valenzuela |
| (IULV-CA)              | 1       | Miguel Manuel García Moreno |

| Partidos y coaliciones | Escaños | Miembros electos |
| ---------------------- | ------- | --- |
| PSOE-A                 | 16      | Domingo Bonillo Avi, Pedro Bruno Cobo, José Castro Zafra, Manuel Ángel Fernández Palomino, Manuel Hueso Murillo, Francisco Jiménez Nogueras, María de los Ángeles Leiva López, Miguel López Barrero, Francisca Medina Teba, Pilar Parra Ruiz, Luis Carmona, Francisco Reyes Martínez, Isabel Uceda Cantero, María Eugenia Valdivielso Zarrías, Ángel Vera Sandoval |
| PP                     | 8       | Marino Aguilera Peñalver, Miguel Contreras López, Francisco José Gallarín Pérez, Antonio Manuel Herrera Casado, Ángeles Isac García, Roberto Moreno Jiménez, Juan Diego Requena Ruiz, Juan Ruiz Ráez |
| (IULV-CA)              | 1       | Miguel Manuel García Moreno |
| No adscritos           | 2       | Miguel Moreno Lorente, Enrique Puñal Rueda (hasta 2018 estaban en el PP), |

## Áreas, organismos y empresas

### Áreas
- Presidencia
- Área de Igualdad, Políticas Sociales y Juventud
- Economía, Hacienda, Asistencia a Municipios y Recursos Humanos
- Gobierno Electrónico y Régimen Interior
- Promoción y Turismo
- Infraestructuras Municipales
- Empleo y Empresa
- Agricultura, Ganadería, Medio Ambiente y Cambio Climático
- Cultura y Deportes
- Servicios Municipales

### Organismos y Empresas
- Servicio Provincial de Gestión y Recaudación
- Instituto de Estudios Giennenses
- Consejo Económico y Social de la Provincia de Jaén
- Secciones Sindicales